# 李瑛 (成化進士)
李瑛（1437年—？），字廷輝，山東濟南府武定州人，騰驤右衛官籍。明朝政治人物。進士出身。
順天鄉試第九十七名。成化八年（1472年）壬辰科會試第一百六十四名，殿試登進士第三甲第四十八名。

## 家族
曾祖父李彥忠。祖父李成。父亲李敏。